# Intenciones Ocultas
Intenciones Ocultas es un thriller policiaco de los creadores de Until Dawn (Supermassive Games) para Ps4. 
Lanzamiento:
21 de noviembre de 2017 (Pegi: +16)
Está protagonizado por la detective Becky Marney y la abogada Felicity Graves, girando en torno a un asesino en serie conocido como El Trampero. 
Usa de la aplicación PlayLink por la que varios jugadores pueden jugar al mismo tiempo usando sus tabletas o teléfonos inteligentes.
Es rejugable y multitrama.

## Desarrollo
Supermassive Games sirvió como desarrollador del juego, usando Unreal Engine 4.
- Datos: Q30612014